# 陈乔
陈乔（1912年—），男，直隶（今河北）安新人，中国艺术家，曾任故宫博物院副院长，中国历史博物馆副馆长，中国考古学会常务理事。